# ハチャトゥリアン国際コンクール
ハチャトゥリアン国際コンクール（Khachaturian International Competition）は、作曲家のアラム・ハチャトゥリアン（Aram Ilyich Khachaturian　1903-1978）の生誕100年を記念して創設され、アルメニアの首都エレバンで毎年開催される音楽の国際コンクール。
ピアノ、ヴァイオリン、チェロ、指揮部門のうちの１部門の審査が誕生日の6月6日に始まる。国際音楽コンクール世界連盟（World Federation of International Music Competitions: FMCIM）に加盟している。

## 歴史
- 2003年6月6日に、アルメニアの作曲家アラム・ハチャトゥリアンの生誕100周年を記念して創設された。
- 指揮部門では、2021年に出口大地が日本人として初めて優勝した[1]。
- チェロ部門を制したナレク・アフナジャリャン(Narek Hakhnazaryan/2006年)やアンドレイ・イオニーツァ (Andrei Ioniță/2013年)は、後にチャイコフスキー国際コンクールで優勝している。